# Morena Tartagni
Morena Tartagni (Predappio, 21 de setembre de 1949) va ser una ciclista italiana que va guanyar tres medalles als Campionats del Món en ruta.

## Palmarès
- 1969
  -  Campiona d'Itàlia en ruta
- 1976
  - 1a al Trofeu Alfredo Binda